# Luminal (album)
Luminal – siódmy album muzyczny zespołu Komety, wydany  w 2011 roku przez wytwórnię Jimmy Jazz Records na płytach CD, oraz płytach winylowych (pomarańczowy i czarny). Płytę zespół nagrał w składzie: Lesław (śpiew i gitary), Miko (perkusja, tamburyn śpiew), Pablo (gitara basowa, śpiew). Na płycie znalazły się również takie instrumenty jak: saksofon, organy, pianino, trąbka, cymbałki, skrzypce, altówka, wiolonczela, wibrafon, akordeon oraz różne instrumenty perkusyjne.

## Spis utworów
1. "Namiętność kochanków"
2. "Niebezpieczny mózg"
3. "Mogłem być Tobą"
4. "Karolina"
5. "Powiedz to teraz"
6. "Zazdrość"
7. "Inaczej"
8. "Osiemnaste urodziny"
9. "Taniec"
10. "Jutro"
11. "Poddaję się"